# 마누엘 히메네스 히메네스
마누엘 "마놀로" 히메네스 히메네스(스페인어: Manuel "Manolo" Jiménez Jiménez maˈnolo xiˈmeneθ[*], 1964년 1월 26일, 안달루시아 지방 아라알 ~)는 스페인의 전 축구 선수로, 현역 시절 좌측 수비수로 활약하였다.
그는 선수로서도 감독으로서도 세비야와 밀접하게 활동하였는데, 그는 선수 시절에는 이 곳에서만 라 리가 무대에 출전하였다. 그는 스페인 국가대표팀 일원으로 1990년 FIFA 월드컵에 참가하기도 했다.
감독으로 전향한 후, 히메네스는 해외로 나가 세 차례 수페르리가 엘라다의 AEK 지휘봉을 잡기도 했다. 또한, 그는 카타르의 알-라이얀의 수장이 되기도 하였다.

## 선수 경력
히메네스는 안달루시아 지방 세비야 주 아라알 사람이다. 그는 1983-84 시즌에 세비야 소속으로 라 리가 신고식을 치렀고, 14년 동안 고향 구단 소속으로 400번 이상의 공식 경기에 출전하였다. 1998년 6월, 이웃 동네 하엔 소속으로 세군다 디비시온에서 1년을 보낸 후 34세의 나이로 현역에서 은퇴하였다.
히메네스는 스페인 국가대표팀 경기에 15번 출전하였다. 그가 출전한 첫 국가대표팀 경기는 1988년 10월 12일, 세비야에서 벌어진 아르헨티나와의 친선경기로, 1990년 FIFA 월드컵에 참가하여 득점 없이 비긴 우루과이와의 조별 리그 경기와 유고슬라비아와의 16강전에 출전하였다.

## 감독 경력

### 세비야
히메네스는 7년에 걸쳐 세비야의 2군인 세비야 아틀레티코를 이끌었는데, 2006-07 시즌에는 선수단을 2부 리그 승격으로 이끌었다. 2007년 10월 27일, 후안데 라모스 감독이 사임하면서, 그는 1군 감독으로 승격하였고, 본래 2007-08 시즌이 끝날 때까지 1군 감독직을 맡을 예정이었다. 그가 이끄는 안달루시아 연고 구단은 첫 해에 5위를 차지하였고, 이듬해에는 리그 3위에 올라 UEFA 챔피언스리그 복귀에 성공했다.
2009-10 시즌, 히메네스는 세비야를 이끌고 코파 델 레이 결승 진출을 이룩했는데, 이 과정에서 세비야는 페프 과르디올라의 바르셀로나를 16강전에서 원정 다득점으로 제치고 올라갔다.
그러나, 2010년 3월 24일, 최하위 헤레스와의 안방 경기에서 1-1로 비기면서 해임되었는데, 그는 이 경기 직전까지 최근 5경기 중 3무 2패를 기록하였고, 이 중 3무는 모두 안방에서 기록했으며, 설상가상으로 UEFA 챔피언스리그는 16강에서 탈락하였다.

### AEK
2010년 10월 7일, 히메네스는 해고장을 받은 두샨 바예비치에 이어 AEK와 2년 계약을 맺고 감독이 되었다. 열흘 후, 그는 선수단의 첫 경기를 지도했는데, 아리스와의 수페르리가 엘레다 경기를 4-0 완승으로 이끌었다.
안데를레흐트와의 UEFA 유로파리그 원정 경기에서 0-3으로 패한 후, 히메네스는 파나티나이코스와의 경기에서 리그 2호 승리를 기록했다. AEK는 이 해 우승을 차지한 올림피아코스에 승점 21점 뒤진 채 리그를 3위로 마쳤다.
2011년 4월 30일, 히메네스는 감독으로 전향한 이래 2번째 우승을 달성했는데, 아트로미토스와의 그리스 컵 결승전에서 3-0으로 이겨 정상에 올랐다. 그러나 같은 해 10월 5일, 그는 상호 계약 해지에 따라 구단을 떠났다. 그는 자주 전술을 변경했는데, 현지 언론은 야바위에 빗대어 "파파치"라는 별칭을 붙였다.

### 사라고사
2011년 12월 31일, 히메네스는 경질된 하비에르 아기레 감독의 뒤를 이어 사라고사의 감독이 되었다. 그는 2012-13 시즌이 끝나면서 해임되었는데, 아라곤 연고 구단이 4년 만에 2부 리그로 강등되었기 때문이었다.

### 알-라이얀
2013년 11월 4일, 히메네스는 알-라이얀과 계약을 체결했다. 알-라이얀은 그의 1년차 끝에 카타르 스타스 리그에서 강등되었으나, 이듬해에 도로 승격하였다.
히메네스의 계약은 2015년 5월 20일자로 끝났다.

### AEK 복귀

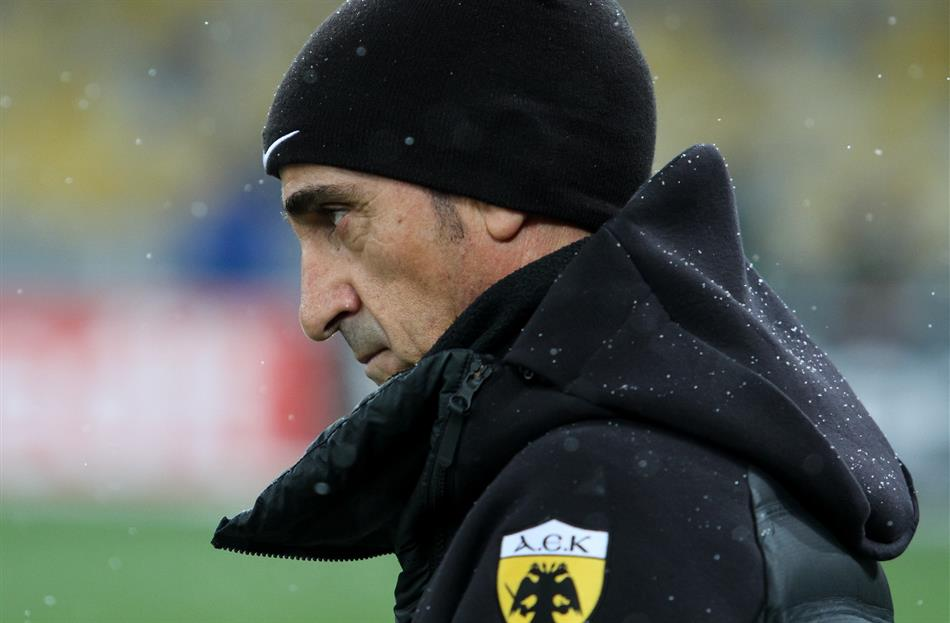
2018년, AEK의 히메네스

히메네스는 2017년 1월 19일에 AEK로 돌아가 하루 전 사임한 조제 모라이스의 후임 감독이 되었다. 그는 시즌 말까지 유효한 계약서에 서명했는데, 이 계약은 국내 대회 성적에 따라 1년 연장할 수도 있었다. 그는 8월 24일에 클뤼프 브뤼허와의 UEFA 유로파리그 플레이오프전 안방 경기에서 3-0으로 이겨 AEK가 6년 만에 다시 유럽 무대를 밟을 수 있게 했다.
2017-18 시즌이 끝나고, AEK는 24년 만에 처음으로 리그 우승을 달성하였다. 2018년 5월 25일, 그는 계약이 종료되면서 계약 연장을 위해 협상했지만, 시도가 실패로 돌아가면서 스피로스 루이스를 떠났다.

### 라스 팔마스
AEK를 떠난 날, 히메네스는 전년에 1부 리그에서 강등되었던 라스 팔마스와 계약하면서 스페인 무대로 복귀하였다. 그러나, 그는 11월 16일에 해임되었다.

### 이후 행보
2019년 2월 5일, 히메네스는 AEK로 돌아가 세 번째로 이 구단의 감독이 되었다. 같은 해 10월, 그는 UAE 프로리그의 알 와흐다 감독이 되었다.

## 감독 통계
2020년 3월 14일 기준
| 구단        | 국적         | 취임             | 해임             | 기록 | 기록 | 기록 | 기록 | 기록 | 기록 | 기록 | 기록  |
| 구단        | 국적         | 취임             | 해임             | 전   | 승   | 무   | 패   | 득   | 실   | 차   | 율 %  |
| ----------- | ------------ | ---------------- | ---------------- | ---- | ---- | ---- | ---- | ---- | ---- | ---- | ----- |
| 세비야 B    | 스페인       | 2000년 7월 1일   | 2007년 10월 27일 | 297  | 139  | 88   | 70   | 380  | 225  | +155 | 46.80 |
| 세비야      | 스페인       | 2007년 10월 27일 | 2010년 3월 23일  | 136  | 74   | 22   | 40   | 228  | 147  | +81  | 54.41 |
| AEK         | 그리스       | 2010년 10월 7일  | 2011년 10월 5일  | 50   | 25   | 8    | 17   | 76   | 62   | +14  | 50.00 |
| 사라고사    | 스페인       | 2011년 12월 31일 | 2013년 6월 10일  | 66   | 22   | 11   | 33   | 65   | 98   | −33  | 33.33 |
| 알-라이얀   | 카타르       | 2013년 11월 4일  | 2015년 5월 20일  | 56   | 29   | 12   | 15   | 142  | 66   | +76  | 51.79 |
| AEK         | 그리스       | 2017년 1월 19일  | 2018년 5월 25일  | 79   | 47   | 21   | 11   | 130  | 42   | +88  | 59.49 |
| 라스 팔마스 | 스페인       | 2018년 5월 26일  | 2018년 11월 16일 | 15   | 5    | 7    | 3    | 22   | 14   | +8   | 33.33 |
| AEK         | 그리스       | 2019년 2월 6일   | 2019년 5월 27일  | 16   | 10   | 2    | 4    | 27   | 12   | +15  | 62.50 |
| 알 와흐다   | 아랍에미리트 | 2019년 10월 19일 | 현임             | 22   | 12   | 4    | 6    | 34   | 32   | +2   | 54.55 |
| 합계        | 합계         | 합계             | 합계             | 722  | 363  | 175  | 199  | 1104 | 698  | +406 | 49.25 |

## 수상

### 감독
세비야 B
- 세군다 디비시온 B: 2006–07[24]

AEK
- 수페르리가 엘라다: 2017–18[17]
- 그리스 컵: 2010–11[9]

알-라이얀
- 카타르가스 리그: 2014–15

### 개인
- 수페르리가 엘라다 올해의 감독: 2017–18